# Cephenemyia
Cephenemyia – rodzaj owadów z rodziny gzowatych. Larwy są pasożytami ssaków z rodziny jeleniowatych. Występowanie rodzaju Cephenemyia ogranicza się do rejonu holoarktycznego.
Rodzaj obejmuje następujące gatunki:
- Cephenemyia apicata (Bennett and Sabrosky, 1962)[2]
- Cephenemyia auribarbis[3]
- Cephenemyia jellisoni (Townsend)[2]
- Cephenemyia macrostis (Brauer, 1863)[2]
- Cephenemyia phobifer (Clark, 1815)[2]
- Cephenemyia pratti (Hunter, 1916)[2]
- Cephenemyia stimulator[3]
- Cephenemyia trompe (Modeer, 1786)[2]
- Cephenemyia ulrichii[4]